# Eba

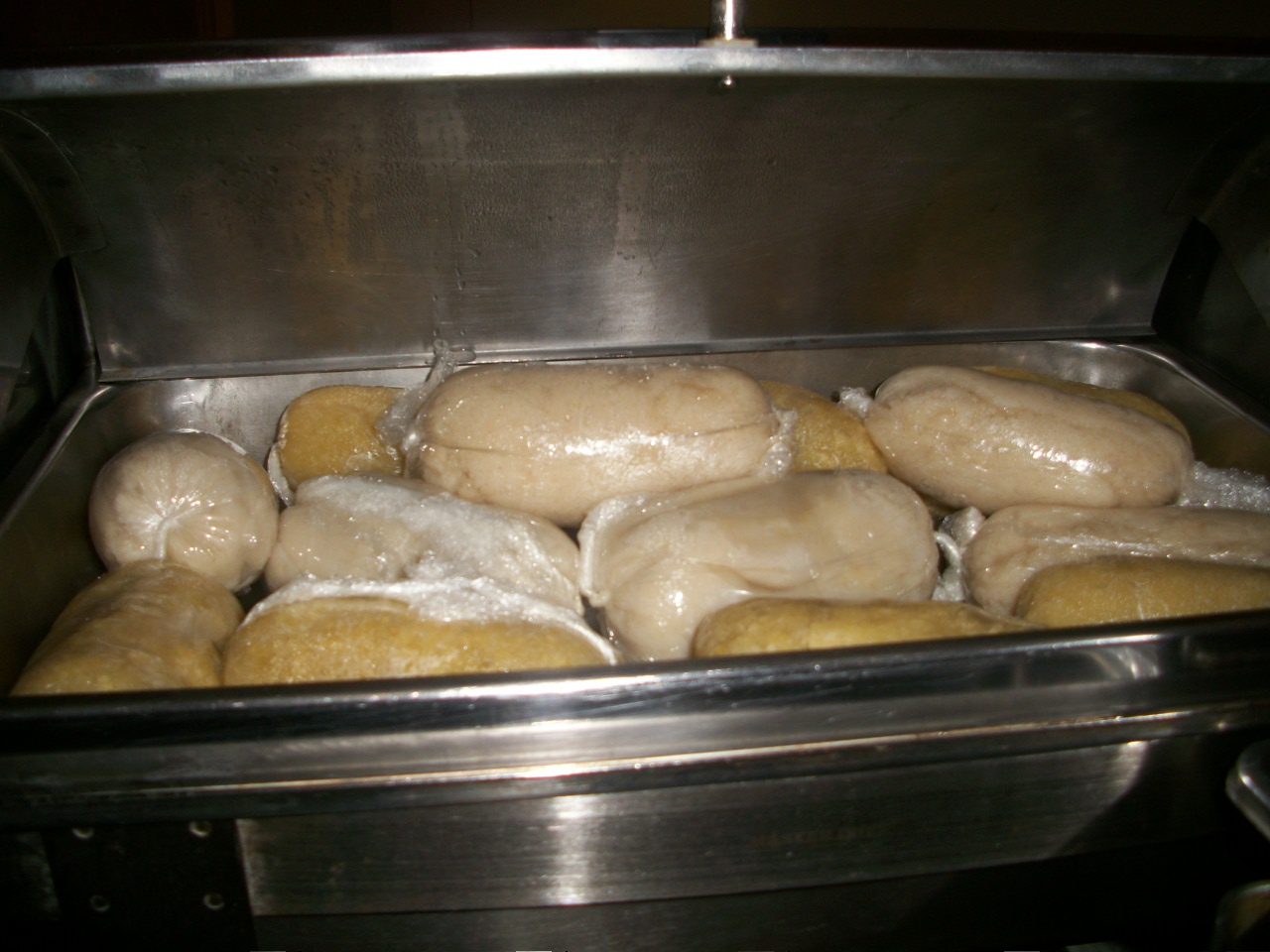
Envoltórios de Eba e inhame amassado

Ẹ̀bà é um alimento básico consumido principalmente na sub-região da África Ocidental e principalmente na Nigéria e em algumas partes de Gana. É feito com farinha de mandioca ralada seca, comumente conhecida como garri.

## Culinária
Para fazer ẹ̀bà a farinha de garri (que deve ser picada ou moída, caso ainda não estiver fina o suficiente) é misturada com água quente, sendo mexida com uma espátula de madeira após alguns minutos de descanso, até que se torne uma massa firme, que possa ser enrolada em uma bola e manter sua forma.
O ẹ̀bà é consumido com os dedos, sendo enrolado em uma pequena bola e mergulhada no ọbẹ̀ (uma sopa grossa), como sopa de quiabo, sopa de folhas amargas (ewúro) ou sopa de pimenta (ẹ̀bẹ̀ ata ou ẹ̀fọ́, dependendo da dialeto) com okro, ọgbọnọ (Ibo)/apọn (Iorubá) ou ewédú, carne ou peixe, legumes cozidos ou outros molhos, como gbẹ̀gìrì, amiedi (sopa banga) ou sopa egusi (melão).
O ẹ̀bà pode ter a cor amarela, quando misturado com óleo de palma, ou esbranquiçada. É uma comida muito rica em amido e carboidratos. É bastante pesado como uma refeição e um alimento básico dos africanos ocidentais, sendo frequentemente consumido com sopas e ensopados ricamente elaborados, com carne, bacalhau ou carne de carneiro, dependendo do gosto pessoal.